# Les Retrouvailles
Pour la chanson de Graeme Allwright, voir Il faut que je m'en aille.
Albums de Yann Tiersen
Yann Tiersen & Shannon Wright
(2004) On Tour
(2006)
Les Retrouvailles est le cinquième album de Yann Tiersen paru le 23 mai 2005. Lors de sa sortie le disque, une édition limitée contenait un DVD. Yann Tiersen composa cet album sur l'île d'Ouessant.

## Liste des titres
1. Western - 2:23
2. Kala - 4:09 - chanté par Liz Fraser
3. Loin des villes - 3:19
4. La Veillée - 3:11
5. Plus d'hiver - 2:23 - chanté par Jane Birkin
6. A ceux qui sont malades par mer calme - 3:30
7. A Secret Place - 3:26 - chanté par Stuart A. Staples
8. Le Matin - 1:58
9. Les Enfants - 2:00
10. Le Jour de l'ouverture - 3:38 - chanté par Miossec et Dominique A
11. La Boulange - 2:46
12. La Plage - 1:57
13. Mary - 3:38 - chanté par Liz Fraser
14. 7:PM - 2:40
15. Les Retrouvailles - 1:30
16. La Jetée - 1:05

## Musiciens
- Yann Tiersen
- Jean-François Assy : [violoncelle-fr] sur « Kala », « La Veillée », « A Secret Place » et « La Boulange »
- Orchestre National de Paris sur « Kala », « La Veillée », « Le Jour De L'Ouverture », « Mary » et « Les Retrouvailles »
- Frederic Dessus : [Violon-fr] sur « La Veillée », « Plus D'Hiver » et « Mary »
- Guillaume Fontanarosa : [Violon-fr] sur « La Veillée », « Plus D'Hiver » et « Mary »
- Bertrand Causse : Alto sur « La Veillée », « Plus D'Hiver » et « Mary »
- Anne Causse Biragnet : [Violoncelle-fr] sur « La Veillée », « Plus D'Hiver » et « Mary »
- Armelle Legoff : [Violon-fr] sur « Plus D'Hiver » et « Mary »
- Frédéric Haffner : [Violon-fr] sur « Plus D'Hiver » et « Mary »
- Elliott : [Flûte-fr] sur « Les Enfants »
- Ludovic Morillon : batterie sur « La Boulange »
- Christine Ott : Ondes Martenot sur « La Boulange »